# Stezka korunami stromů Lipno
Stezka korunami stromů Lipno je 675 metrů dlouhá dřevěná stezka na vrchu Kramolín u Lipna nad Vltavou s několika adrenalinovými a didaktickými prvky, s vyhlídkovou věží a s 52 metrů dlouhým suchým tobogánem (český rekord).

## Historie
Stezka s rozhlednou byla vybudována během května a června 2012 podle projektu německého architekta Josefa Stögera, autora obdobné stezky Baumwipfelpfad u Neuschönau v Bavorském lese.
Stavba stála cca 62 mil. Kč. Pro první návštěvníky byla stezka přístupná 10. července 2012, slavnostní otevření za účasti prezidenta Václava Klause se konalo 20. července 2012. V roce 2013 se Stezka s 360 tisíci návštěvníky stala nejnavštěvovanějším turistickým cílem v Jihočeském kraji a 15. v České republice. V roce 2014 Stezku navštívilo 331 tisíc lidí, čímž mezi nejnavštěvovanejšími turistickými cíli poklesla na 2. místo v kraji a 22. v republice.

## Technické parametry
Celá stezka je podpírána 75 sloupy, dřevěná lávka postupně stoupá mezi korunami smíšeného lesa do výšky cca 25 metrů. Odtud stezka pokračuje do devítihranné vyhlídkové věže s průměrem 24 metrů. Na první vyhlídkové patro věže do výšky 37 metrů vede točitá lávka, na nejvyšší bod věže ve výšce 40 metrů pak pokračuje krátké schodiště (19 schodů).

## Výhledy

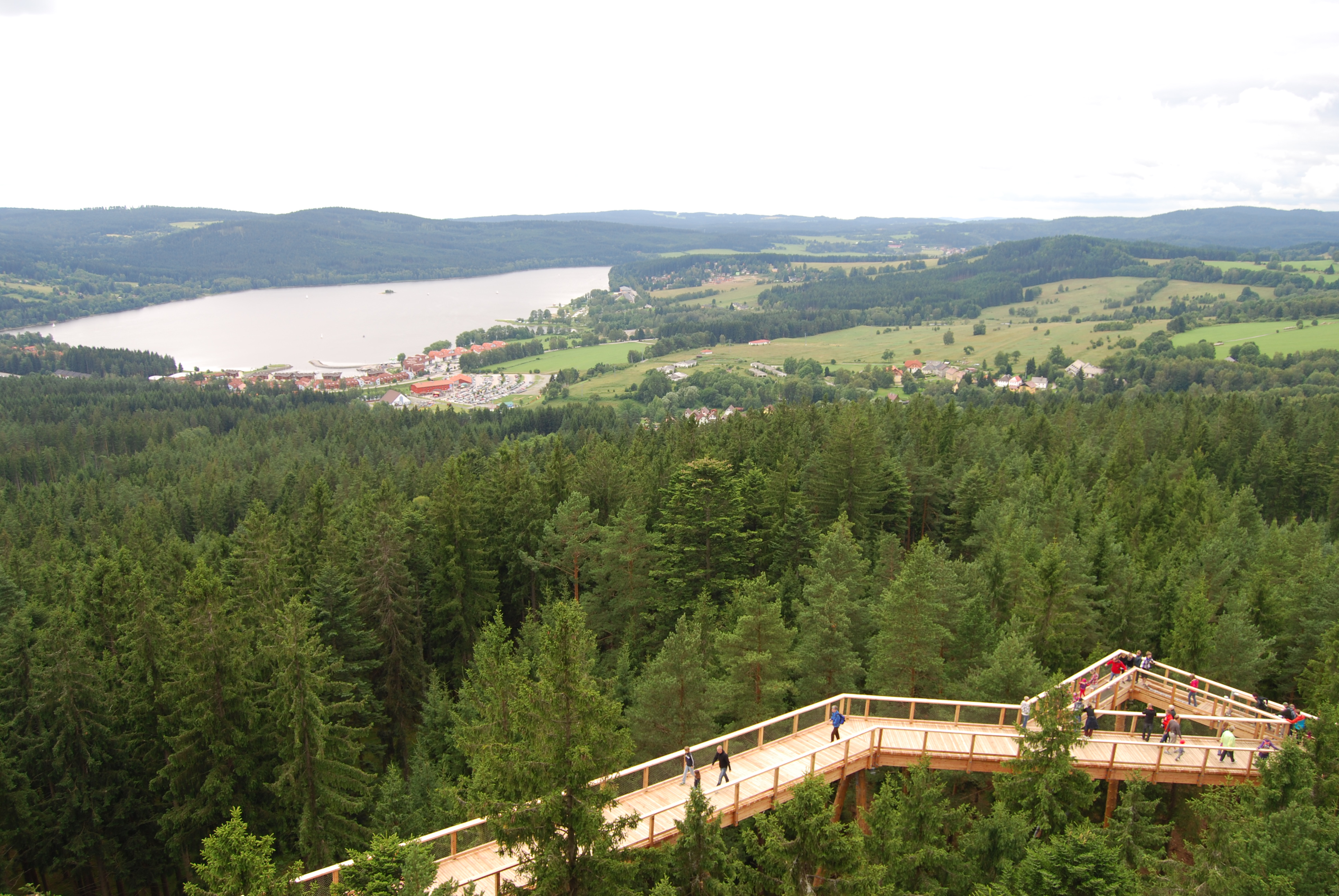
Pohled z rozhledny na Lipno

Rozhledna nabízí dokonalý kruhový rozhled, který zahrnuje Lipno, Šumavu, Novohradské hory a Alpy.

## Přístup
Na vrchol Kramolína, kde se stezka nachází, lze od velkého parkoviště v Lipně nad Vltavou vyjet čtyřsedačkovou lanovkou nebo pravidelnou autobusovou linkou. Ke stezce lze vystoupat i pěšky, vede kolem ní žlutě značená trasa spojující Lipno nad Vltavou a Frymburk.